# Terence Knox
Terence Knox (* 16. Dezember 1946 in Richland, Washington, USA) ist ein US-amerikanischer Schauspieler.
Terence Knox besuchte die Washington State University und die Portland State University. Seinen ersten Filmauftritt hatte er 1980 in einer Nebenrolle des Robert-Zemeckis-Films Mit einem Bein im Kittchen mit Kurt Russell in der Hauptrolle. In Deutschland wurde Knox vornehmlich durch seine Rollen in den US-amerikanischen Fernsehserien Chefarzt Dr. Westphall und NAM – Dienst in Vietnam einem breiteren Publikum bekannt, wobei er in letzterer von 1987 bis 1990 die Hauptrolle des Sergeant Clayton Anderson spielte. 1992 war er in dem Horrorfilm Kinder des Zorns 2 – Tödliche Ernte zu sehen.
Weitere Serienauftritte hatte Knox unter anderem in Ein Duke kommt selten allein (1981), Superman – Die Abenteuer von Lois & Clark (1993), Pacific Blue - Die Strandpolizei (1997) und Six Feet Under – Gestorben wird immer (2001).